# Ruta del Sol 2022
De wielerwedstrijd Ruta del Sol kende in 2022 een editie voor mannen van 16 tot en met 20 februari en een eerste editie voor vrouwen van 3 tot en met 5 mei.

## Mannen
De 68e editie voor mannen vond plaats van 16 tot en met 20 februari. De start was in Ubrique, de finish in Chiclana de Segura. De ronde maakte deel uit van de UCI ProSeries 2022-kalender. In 2021 won de Colombiaan Miguel Ángel López. Hij werd opgevolgd door de Nederlander Wout Poels.

### Deelname
Er gingen twaalf UCI World Tour-ploegen en tien UCI ProTeams van start.
| WorldTour                                                                                               | WorldTour | ProTeam                                                                      | ProTeam                                                                                 |
| --- | --- | ---------------------------------------------------------------------------- | --------------------------------------------------------------------------------------- |
| AG2R La Mondiale Astana Qazaqstan Bahrain Victorious BikeExchange Jayco Bora-Hansgrohe INEOS Grenadiers | Intermarché-Wanty-Gobert Matériaux Israel-Premier Tech Lotto Soudal Movistar Team Quick Step-Alpha Vinyl UAE Team Emirates | Alpecin-Fenix Burgos-BH Caja Rural-Seguros RGA EOLO-Kometa Euskaltel-Euskadi | Gazprom-RusVelo Human Powered Health Kern Pharma Sport Vlaanderen-Baloise TotalEnergies |

### Etappe-overzicht
| Etappe | Datum       | Start       | Finish             | Type      | Afstand  | Winnaar          | Klassementsleider |
| ------ | ----------- | ----------- | ------------------ | --------- | -------- | ---------------- | ----------------- |
| 1      | 16 februari | Ubrique     | Iznájar            | Heuvelrit | 100,7 km | Rune Herregodts  | Rune Herregodts   |
| 2      | 17 februari | Archidona   | Alcalá la Real     | Heuvelrit | 150,6 km | Alessandro Covi  | Alessandro Covi   |
| 3      | 18 februari | Lucena      | Otura              | Heuvelrit | 152,6 km | Magnus Sheffield | Alessandro Covi   |
| 4      | 19 februari | Cúllar Vega | Baza               | Heuvelrit | 165,6 km | Wout Poels       | Wout Poels        |
| 5      | 20 februari | Huesa       | Chiclana de Segura | Heuvelrit | 167,1 km | Lennard Kämna    | Wout Poels        |

### Klassementenverloop
| Etappe       | Winnaar          | Algemeen klassement · | Puntenklassement · | Bergklassement · | Sprintklassement · | Ploegenklassement ·      |
| ------------ | ---------------- | --------------------- | ------------------ | ---------------- | ------------------ | ------------------------ |
| 1            | Rune Herregodts  | Rune Herregodts       | Rune Herregodts    | Álvaro Cuadros   | Stephen Bassett    | Sport Vlaanderen-Baloise |
| 2            | Alessandro Covi  | Alessandro Covi       | Alessandro Covi    | Jon Barrenetxea  | Diego Sevilla      | Astana Qazaqstan Team    |
| 3            | Magnus Sheffield | Alessandro Covi       | Alessandro Covi    | Jon Barrenetxea  | Diego Sevilla      | Astana Qazaqstan Team    |
| 4            | Wout Poels       | Wout Poels            | Alessandro Covi    | Jon Barrenetxea  | Damiano Caruso     | Astana Qazaqstan Team    |
| 5            | Lennard Kämna    | Wout Poels            | Alessandro Covi    | Jon Barrenetxea  | Diego Sevilla      | Astana Qazaqstan Team    |
| 0Eindstanden | 0Eindstanden     | Wout Poels            | Alessandro Covi    | Jon Barrenetxea  | Diego Sevilla      | Astana Qazaqstan Team    |

## Vrouwen
De eerste vrouweneditie van de Ruta del Sol - Vuelta Ciclista a Andalucía vond plaats van 3 tot en met 5 mei. De start was in Salobreña, de finish in Castellar de la Frontera. De eerste twee etappes en het eind- en puntenklassement werden gewonnen door de Cubaanse Arlenis Sierra. De derde etappe werd gewonnen door haar Servische ploeggenote Jelena Erić en het ploegenklassement ging ook naar hun ploeg Movistar.

### Deelname
Er stonden met Movistar en UAE Team ADQ twee World Tourploegen aan de start, aangevuld met veertien continentale teams en de nationale selectie van Noorwegen.

### Etappe-overzicht
| Etappe | Datum | Start      | Finish                   | Type      | Afstand  | Winnaar        | Klassementsleider |
| ------ | ----- | ---------- | ------------------------ | --------- | -------- | -------------- | ----------------- |
| 1      | 3 mei | Salobreña  | Arenas                   | Heuvelrit | 105,5 km | Arlenis Sierra | Arlenis Sierra    |
| 2      | 4 mei | Málaga     | Mijas                    | Heuvelrit | 118 km   | Arlenis Sierra | Arlenis Sierra    |
| 3      | 5 mei | Fuengirola | Castellar de la Frontera | Bergrit   | 81,8 km  | Jelena Erić    | Arlenis Sierra    |

1925 · 1926-1954 · 1955 · 1956 · 1957 · 1958 · 1959 · 1960 · 1961 · 1962 · 1963 · 1964 · 1965 · 1966 · 1967 · 1968 · 1969 · 1970 · 1971 · 1972 · 1973 · 1974 · 1975 · 1976 · 1977 · 1978 · 1979 · 1980 · 1981 · 1982 · 1983 · 1984 · 1985 · 1986 · 1987 · 1988 · 1989 · 1990 · 1991 · 1992 · 1993 · 1994 · 1995 · 1996 · 1997 · 1998 · 1999 · 2000 · 2001 · 2002 · 2003 · 2004 · 2005 · 2006 · 2007 · 2008 · 2009 · 2010 · 2011 · 2012 · 2013 · 2014 · 2015 · 2016 · 2017 · 2018 · 2019 · 2020 · 2021 · 2022 · 2023 · 2024 · 2025